# 顯白鮭
顯白鮭，為輻鰭魚綱鮭形目鮭科的一種，為溫帶淡水魚，分布於歐洲瑞士Vierwaldstätter湖流域，深度5-200公尺，體長可達34公分，棲息在底中層水域，繁殖期在7-8月，生活習性不明。